# Maxwell-démon

A Maxwell-démon elvi működésének vázlatos ábrázolása

A Maxwell-démon egy gondolatkísérlet, amelyet James Clerk Maxwell skót fizikusról (1831–1879) neveztek el, aki 1871-ben adta közre először. A „démon” egy olyan elképzelt elméleti lény vagy szerkezet, amelynek működése (ha megvalósulna), megkérdőjelezné a termodinamika második főtételének érvényességét. A „Maxwell-démonnak” elnevezett elméleti felvetésből adódó fizikai dilemmát számos fizikus feldolgozta, ebből új ismeretek keletkeztek az információ és az energia összefüggéséről, és Einstein-féle tömeg-energia egyenértékűségről (E = mc²) stb. A démon elméleti lehetőségéből (vagy lehetetlenségéből) származó következtetések keresése ma is inspirálja az elméleti fizikát, a vele kapcsolatos asszociációk bevonultak a természetszemléletbe, filozófiába és művészetekbe is.

## A Maxwell-démon dilemmája
Az eredeti gondolatkísérlet egy tartályt ír le, amelynek terét egy válaszfal két térrészre osztja. A falban egy kicsiny, nyitható és lezárható nyílás („ajtó”) van. Mindkét térrész levegőt tartalmaz. Kiindulási helyzetben a levegő hőmérséklete mindkét térrészben azonos. Az ajtót egy olyan lény vagy szerkezet kezeli (a „démon” szót csak később találták ki erre), aki képes a molekulákat „látni”. Ez úgy nyitja és zárja az ajtót, hogy a „gyors” (azaz erős hőmozgású) molekulák az egyik, a „lassú” (gyenge hőmozgású) mozgó molekulák a másik térrészben gyűljenek össze.
Az elképzelt ideális körülmények között az ajtó nyitása és csukása nem igényel energia-ráfordítást. A molekulák szétválogatása révén kialakult hőmérsékletkülönbség mégis alkalmas lenne hőenergia kinyerésére, például egy hőerőgép működtetésére. Ezzel (fizikai értelemben) munkavégzés történne, és ezzel egyidejűleg a kiindulási állapothoz képest semmilyen változás nem történne, csak a hőmérséklet csökkenne a tartályban. Ezzel megsértenénk a termodinamika második főtételét („Nem hozható létre olyan, ciklikusan működő gépezet, amely semmi mást nem tesz, csupán egyidejűleg hűt egy testet és terhet emel”) és megvalósíthatnánk a másodfajú perpetuum mobilét.
A termodinamika második főtétele azt mondja ki, hogy egy zárt rendszeren belül az entrópia állandóan nő. Idő múltával statisztikus egyensúly áll be. A Maxwell-démon tevékenysége által egy idő után az entrópia csökkenne, nőne a rendezettség szintje, és ha ezt a két térrészt hőerőgéppel (pl. gőzgéppel) kötnénk össze, akkor elvileg létrejöhetne a másodfajú perpetuum mobile. A leírt lény vagy szerkezet működése révén mégsem lehet ilyen örökmozgót készíteni, mert egyfelől a „démonnak” valamilyen módon információt kell kapnia a közeledő molekulák mozgási sebességéről. Az információ létrehozásához, tárolásához energiára van szükség, amely megváltoztatja a molekula energiaállapotát. Másrészt a valóságban (hosszabb távon) a Maxwell-démon is nyilván ki lenne téve környezete hőhatásának (a molekulák hőmozgásának), működése növelné a rendszer entrópiáját.

## Feloldási kísérletek

### James Clerk Maxwell (1871)

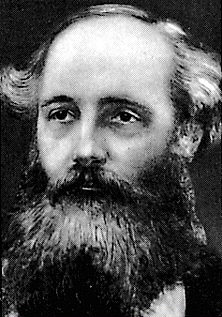
James Clerk Maxwell

Maga Maxwell úgy látta, hogy az általa felvetett probléma csupán egyértelmű utalás arra a tényre, hogy a második főtétel statisztikai természetű, emiatt csak a makroszkópiai szemléletben érvényes. Ha a molekulák darabszámát elegendően kicsiny értékre választjuk, és a tartály két elválasztott fele közötti átjárót állandóan nyitva tartjuk, akkor megnő a valószínűsége annak, hogy a tér két fele között időlegesen hőmérsékletkülönbség keletkezzék.

### Lord Kelvin (1874)

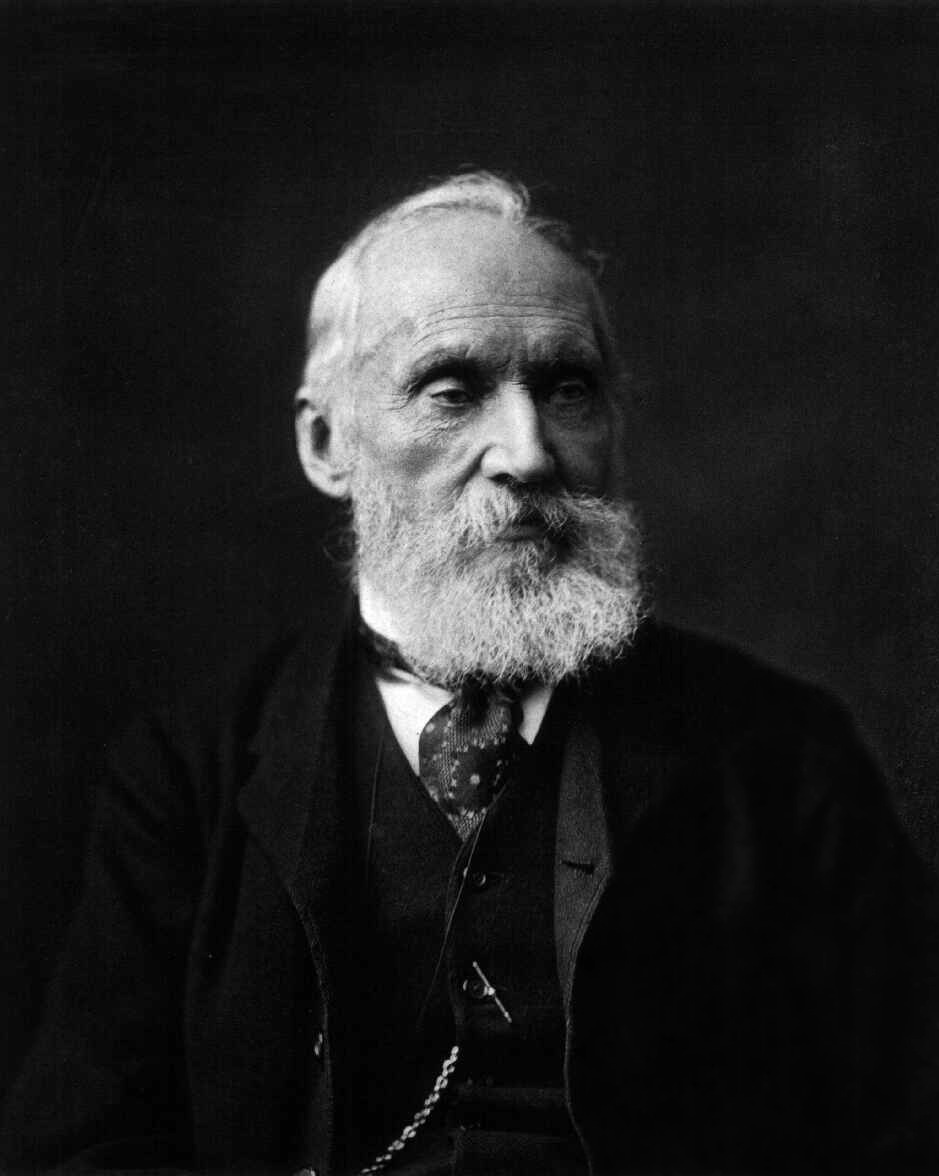
Lord Kelvin

William Thomson (1824–1907), a későbbi Lord Kelvin vezette be a „Maxwell-démon” elnevezést. Felismerte, hogy a „démon” ténykedésének kritikus pontja a „szortírozás” (azaz a megkülönböztetés alapján történő szétválogatás), amely más fizikai szempontok alapján is megvalósítható lenne. Az eredeti, Maxwell-féle „hőmérséklet-démon” mellett Thomson előrejelezte (posztulálta) más jellegű „démonok” létezésének elvi lehetőségét is, amelyek például :
- molekulákat a hőmozgásuk irányultsága szerint szortíroznak, ezzel a hőenergiát közvetlenül mozgási energiává alakítják,
- sók oldatait a molekulák szétválogatásával koncentrátummá és tiszta vízzé választják szét,
- gázkeverékeket a molekulák szétválogatásával tiszta gázokká választanak szét, stb.

Thomson ezeket a szortírozási eljárásokat úgy tekintette, mint a „természetes” fizikai disszipációs folyamat (azaz az energiák hővé alakulásának) megfordítását.
Ugyanebben az időben Max Planck német fizikust (1858–1947) és másokat is foglalkoztatott a Maxwell-démon problémája. A legtöbben egyszerűen „természet ellen valónak” tartották, és az egészet úgy kezelték, mintha ez egy régen megoldott kérdés öncélú, akadémikus boncolgatása lenne. Kitűnt azonban, hogy a probléma elemzése révén tisztábban megmutatkoztak az akkor új tudományágnak számító termodinamika fontos részletei.
A Maxwell által felvetett kérdés megválaszolásához sokkal mélyebbre kellett nyúlni, mint eleinte hitték. A molekulák dinamikájára és a fizikai jelenségek statisztikai szemléletére támaszkodva magyarázatot lehetett adni, hogy a termodinamikai folyamatok miért spontán, a maguk „természetes” irányukban zajlanak. Arra a kérdésre azonban nem volt válasz, hogy műszaki eszközök ügyes alkalmazásával miért ne volna lehetséges e folyamatokat arra késztetni, hogy az ellenkező irányban menjenek végbe. A második főtétel érvénye, amely csak tapasztalati (empirikus) alapon áll, éppen ennek az irreverzibilitásnak meglétét feltételezi.

### Szilárd Leó (1929)

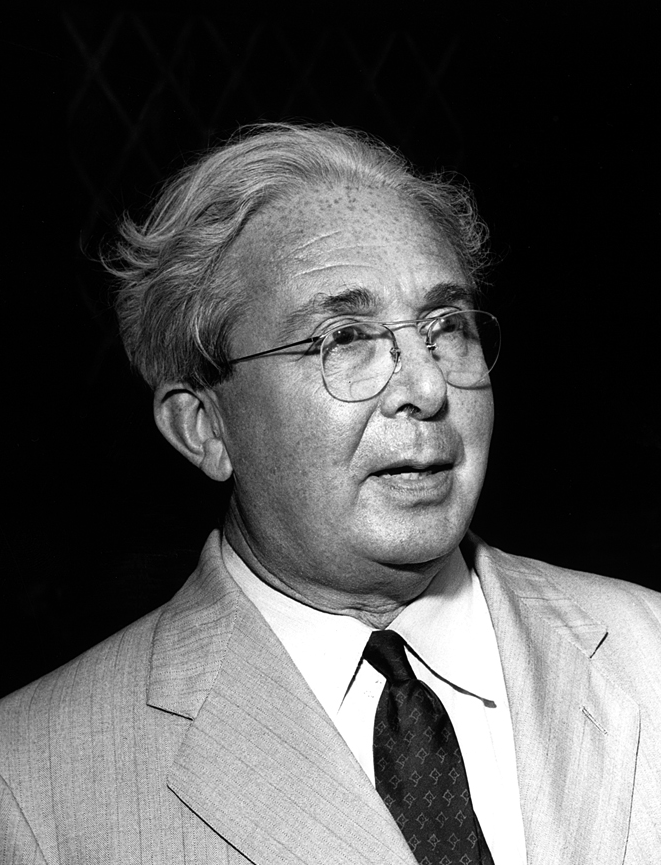
Szilárd Leó

1929-ben Szilárd Leó magyar fizikus (1898–1964) Berlinben nagy feltűnést keltő habilitációs dolgozatot nyújtott be, „Termodinamikai rendszer entrópiájának csökkentése intelligens lény beavatkozása révén” („Über die Entropieverminderung in einem thermodynamischen System bei Eingriffen intelligenter Wesen“) címmel. Ő radikálisan leegyszerűsítette a fizikai modellt, egyetlen molekulára szűkítve a vizsgálatot. Szilárd modelljében a „lény” csak akkor helyezi be a elválasztó falat (amely ez esetben inkább dugattyúnak tekinthető), amikor a molekula a tartálynak egyik, előre meghatározott felében található. A molekula ekkor kifelé ható nyomást gyakorol a válaszfalra, tehát térfogati munkát végez, tömeg ellenében. Ehhez a környezetből hőt vesz fel, hogy a hőmérséklet állandó maradjon. A ciklus ismétlődik, és minden egyes ciklusban bizonyos értékkel csökken a környezet hőtartalma, közben a tömeg helyzeti energiája ugyanezzel az értékkel növekszik. Másfelől azonban a „lénynek” minden egyes ciklus megkezdése előtt egy mérést kell elvégeznie, azaz meg kell figyelnie a tartály adott térfelét: Benne van a molekula vagy nincs? A mérés eredménye egy bináris információ. Ez az információt – a minimálisan szükséges átmeneti időtartamon keresztül – a „lény emlékezetében”, vagy más memóriában meg kell őrizni.
Szilárd megközelítésében a probléma átláthatóvá vált. Az egyetlen művelet, amit a „lény” az egymolekulányi gázon végez, a mérés. A termodinamikai entrópia értéke – a második főtétel megsértése nélkül – tehát csak úgy csökkenthető, ha ezt a mérés egy azzal megegyező értékű entrópianövekménnyel kiegyenlíti. Szilárd a termodinamikai folyamatok összefüggései alapján kiszámította ennek az {\displaystyle S} entrópiamennyiségnek az értékét:
{\displaystyle S=k\,\ln 2\approx 0,957}, ahol {\displaystyle k} = a Boltzmann-állandó.
Ez azt jelenti, hogy a mérés révén keletkezett és tárolt információnak ezt az {\displaystyle S=k\,\ln 2} értékű entrópiamennyiséget valamilyen formában szükségszerűen tartalmaznia kell. Először merült fel – még eléggé ködös formában – az információ entrópiájának (más néven információs entrópiának) fogalma. A Maxwell-démon gondolatkísérlete elvezetett az információelmélet egyik fontos alapkövéhez. Szilárd ekkor még nem tudta megadni, hogy a mérésből, információból és tárolóból álló rendszeren belül ezt az entrópiát pontosan hol kellene keresni. Megjegyzésre érdemes, hogy Szilárd ebben a ma már klasszikusnak számító 1929-es cikkében írta le az információ alapegységét, a bitet.

### Léon Brillouin (1951)

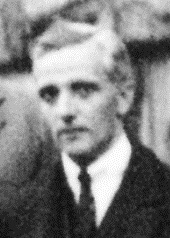
Léon Brillouin

Brillouin francia fizikus (1889–1969) 1951-ben mélyebben elemezte a mérés módszerét, azaz a Maxwell-démon „látásának” mibenlétét. A „látás” szó szerint a molekula fénysugárral való letapogatását jelenti, ez egészen eltérő hullámhosszokon is megtehető. Figyelembe véve a fény részecske-természetét (kvantum-jellegét), ez a „letapogatás” valójában két részecske (egy molekula és egy foton) ütközéses kölcsönhatását jelenti.
Brillouin ekkor viszonylag egyszerűen kimutathatta, hogy ennél az ütközésnél mindig elegendő entrópia szabadul fel ahhoz, hogy a második főtétel érvénye ne sérüljön, ennek alapfeltétele, hogy a foton energiája elég nagy legyen ahhoz, hogy a démon számára értelmezhető információt szállíthasson. Úgy tűnt, a démon ügye lekerülhet a napirendről, a Szilárd Leó által nyitva hagyott kérdések az entrópia keletkezési helyéről egyszerű magyarázatot nyertek.
Brillouin azonban továbbment elemzésében. A fotont úgy tekintette, mint „kötött” információ továbbítóját, és ebből elsőként vezette le a közvetlen kölcsönhatást a C. E. Shannon amerikai matematikus (1916–2001) által bevezetett információs entrópia és a termodinamikai entrópia között úgy, hogy megszorozta Shannon entrópiáját egy állandóval.
Brillouin ezután megfogalmazta az „információs negentrópia elvét”, amely ma is viták tárgyát képezi: Maga az információ negatív entrópiát (negentrópiát) képvisel, és hatása olyan értelmű, hogy gázban megfelelő mértékű entrópianövekményt tart fenn. A démon ezt képes rögtön újra kiegyenlíteni. Mindazonáltal a fotonokkal való mérés, mint követelmény, túl szigorú korlátozásnak bizonyult, amit más módokon meg lehetett kerülni.

### Rolf Landauer (1961) és Charles H. Bennett (1982)
Rolf Landauer amerikai fizikus és informatikus (1927–1999) nem magát a Maxwell-démont, hanem az információ tárolását kutatta. 1961-ben egy potenciálcsapda (potential well) modelljén be tudta mutatni, hogy egy bit mennyiségű, fizikailag eltárolt információ törlése, mindig a már ismert {\displaystyle k\,\ln 2} entrópiamennyiség felszabadulásával jár. Ezt ma Landauer-elvnek nevezik. Előállította a kapcsolatot a törlési művelet logikai irreverzibilitásához. Logikailag reverzibilis műveletek, mint az írás és olvasás nem vonnak magukkal entrópia- vagy energiafelszabadulást. Ezzel fizikai összefüggést teremtett azzal, amit Brillouin fizikailag irrelevánsan „szabad” információnak nevezett. De elsőként Charles H. Bennett informatikus (* 1943) mutatta ki 1982-ben, hogy Landauer-elvnek a Maxwel-démon „emlékezetére” való alkalmazásával pontosan a hiányzó entrópiamennyiséget vezethetjük vissza a gázba, hogy kielégítsük a második főtételt, másfelől ugyanakkor a mérést tetszőlegesen kicsiny disszipáció mellett kivitelezhetjük.
Orly R. Shenker igen részletesen elemezte Landauer 2000-ben felállított téziseit, és annak érvrendszerében több hibát mutatott ki, ezeket elsősorban a termodinamikában és az informatikában egyaránt használatos disszipáció fogalmának helytelen összekapcsolására vezette vissza. Shenker felhívta a figyelmet arra, hogy a Landauer-elv a második főtételre épít, és mivel a Maxwell-démon problémájának megoldásával éppen a második főtétel érvényességét kellene bebizonyítani, ez az érvelés körkörös hivatkozást hoz létre, amely nem helytálló.

### Oliver Penrose (1970)
Penrose (1929–) brit matematikus 1970 körül elemezte a Maxwell-démont. Anélkül, hogy ismerte volna Landauer munkásságát, az entrópia statisztikus magyarázatával (még Bennett előtt) ugyanarra az eredményre jutott: Ha a „démon” tartálya megtelt, akkor az – leeresztés után – újra használható. Ezzel csökkentette az összrendszer lehetséges állapotait. Az entrópia statisztikus definíciójának a tartályra való alkalmazása egyébként szintén a Landauerével egyező eredményre vezet.

## Hatása a műszaki fejlődésre
A makrorendszerekben a természet törvényeit már jól ismerjük. A termodinamika második főtétele makroértelemben korlátozás nélkül érvényes: a spontán folyamatok mindig a rendezett állapot felől a rendezetlenség irányában haladnak. Ellenkező irányú folyamat megvalósításához külső munkát kell befektetni, ezáltal lokális rendezettséget hozunk létre azon az áron, hogy a globális rendezetlenség szintjét megnöveljük. A termodinamika azonban a nagy rendszerek statisztikailag érvényes makrotörvényeit fogalmazza meg. Mikrorendszerekre, ahol kevés, vagy csak egyetlen elemi részecske szerepel, a makrovilág szabályai csak külön elemzéssel terjeszthetők ki. A Maxwell-démon elmélete éppen ezeket a kérdéseket veti fel, ezek megválaszolása nélkül nem kezelhető a nanotechnológia sem.
„Máshogy kell megtervezni azokat a gépeket, amelyekre nem lehet egyszerűen kiróni a termodinamika egyenleteit, törvényeit. Meg kell alkotni azok megfelelőit közvetlenül az elemi részek világára, ahol a megdöbbentő kvantumjelenségek uralkodnak: az alagúteffektus, a határozatlansági reláció, távolhatások, részecskecserélő kölcsönhatások. Olyan műszaki világ közelít, ahol a helynek, a méreteknek, az erőnek, az időtartamnak a mérnöki tudományokban megszokott jelentése az értelmét veszti, és a megszokott törvényekre sem támaszkodhatunk, mert azok nem érvényesülnek minden egyes esetben.”

## Természetfilozófiai asszociációk
Az enzimeket, az élő szervezetet felépítő és működésben tartó építőelemeket, a kémiai folyamatok katalizátorait, sőt, a makrokörnyezetben magukat az élő szervezeteket is tekinthetjük Maxwell-démonoknak, amelyek egy ideig fenn tudják tartani a környezetükhöz képest magasabb rendezettségüket (azaz alacsonyabb entrópiaszintjüket), de ez a képességük idő múlásával csökken, megszűnik.
„Egy faj kialakulása, egy élőlény világra jötte rendkívül kis valószínűségű események, és mi mégis ezeket a ritka eseteket tekintjük fontosnak, erre épül fel az értékrendünk. Az, hogy egyáltalán létrejöhetnek e jelenségek, azzal magyarázható, hogy a zárt rendszerben vannak nem zárt részek, ahol az entrópia időlegesen csökkenhet. Mi magunk is ilyen csökkent entrópiájú szigetek vagyunk a világban. Hajótörött utasok vagyunk egy pusztulásra ítélt hajóroncson.”